# DISORDER
『DISORDER』（ディスオーダー）は、ガゼットの通算6作目のアルバムとして発売。ガゼット1枚目のフルアルバム。タイトルは、「尖ったワル」の意。

## 音楽性
2曲目「The $ocial riot machine$」のタイトルは、「社会暴動機」を和訳したものである。

## 収録曲
1. intro
2. The $ocial riot machine$
（作詞：流鬼.  作曲：大日本異端芸者の皆様）
葵原曲。 歌詞は解読不能
3. Carry?
（作詞：流鬼.  作曲：大日本異端芸者の皆様）
RUKI原曲。
4. ザクロ型の憂鬱
（作詞：流鬼.  作曲：大日本異端芸者の皆様）
RUKI原曲。
5. Maximum Impulse
（作詞：流鬼.  作曲：大日本異端芸者の皆様）
麗原曲。
6. 花言葉
（作詞：流鬼.  作曲：大日本異端芸者の皆様）
葵原曲。
7. 東京心中
（作詞：流鬼.  作曲：大日本異端芸者の皆様）
RUKI原曲。
8. S×D×R
（作詞：流鬼.  作曲：大日本異端芸者の皆様）
RUKI原曲。
9. Anti pop
（作詞：流鬼.  作曲：大日本異端芸者の皆様）
REITA原曲。
10. 七月八日
（作詞：流鬼.  作曲：大日本異端芸者の皆様）
RUKI原曲。
11. さらば
（作詞：流鬼.  作曲：大日本異端芸者の皆様）
麗原曲。
12. Disorder heaven